# 1975 في بولندا
فيما يلي قوائم الأحداث التي وقعت خلال عام 1975 في بولندا.

## ظهور
- 1 يناير – ناشونال جيوغرافيك كيدز

## مواليد

### أبريل
- 24 أبريل – سيباستيان بينيك فنان ألماني.

### ديسمبر
- 20 ديسمبر – بارتوش بوساتسكي لاعب كرة قدم بولندي.

## وفيات

### أغسطس
- 5 أغسطس – مانس كارتاجنر (مواليد 1897)
- 12 أغسطس – بنحاس سابير (مواليد 1906) سياسي إسرائيلي.
- 14 أغسطس – ايبرهارد بوخفالد (مواليد 1886) فيزيائي ألماني.